# Ясунага Сотаро
Сотаро Ясунага (яп. 安永聡太郎, нар. 20 квітня 1976, Убе) — японський футболіст, що грав на позиції нападника.
Виступав, зокрема, за клуб «Йокогама Ф. Марінос», а також молодіжну збірну Японії.
Триразовий чемпіон Японії. 

## Клубна кар'єра
Народився 20 квітня 1976 року в місті Убе. Вихованець футбольної команди Комерційної школи Сімідзу.
У дорослому футболі дебютував 1995 року виступами за команду клубу «Йокогама Ф. Марінос», в якій провів два сезони, взявши участь у 48 матчах чемпіонату. Більшість часу, проведеного у складі «Йокогама Ф. Марінос», був основним гравцем атакувальної ланки команди.
В сезоні 1997/98 рік грав на умовах оренди за іспанську «Льєйду», після чого повернувся до «Йокогама Ф. Марінос».
Своєю грою за останню команду привернув увагу представників тренерського штабу клубу «Сімідзу С-Палс», до складу якого приєднався 1999 року. Відіграв за команду з міста Сідзуока наступні три сезони своєї ігрової кар'єри. Граючи у складі «Сімідзу С-Палс» також здебільшого виходив на поле в основному складі команди.
2001 року повернувся до клубу «Йокогама Ф. Марінос». 2002 року знову грав в оренді в Іспанії, цього разу за «Расінг» (Ферроль).
2003 року учергове повернувся до «Йокогама Ф. Марінос», а завершив професійну ігрову кар'єру у клубі «Касіва Рейсол», за команду якого виступав протягом 2005 року.

## Виступи за збірну
1995 року залучався до складу молодіжної збірної Японії. На молодіжному рівні зіграв у 4 офіційних матчах, забив 1 гол. У її складі був учасником молодіжного чемпіонату світу 1995 року.

## Титули і досягнення
- Чемпіон Японії (3):

«Йокогама Ф. Марінос»: 1995, 2003, 2004
- Володар Кубка Джей-ліги (1):

«Сімідзу С-Палс»: 2001
- Володар Кубка Імператора Японії (1):

«Сімідзу С-Палс»: 2001
- Володар Суперкубка Японії (1):

«Сімідзу С-Палс»: 2001